# Alsophila fasciata
Alsophila fasciata là một loài bướm đêm trong họ Geometridae.